# ジクロロアセチレン
ジクロロアセチレン  (Dichloroacetylene) は、化学式 C2Cl2で表される有機化合物である。無色の爆発性の液体で、甘く、不快な匂いがある。

## 製造
ジクロロアセチレンは、1930年に初めて合成された 。ジクロロアセチレンのエーテル溶液は比較的安定である。エーテル溶液はトリクロロエチレンの脱塩化水素で安全に作ることができる。一般的な方法では、水素化カリウムを塩基として用いる。
Cl2C=CHCl + KH  →  ClC≡CCl +  KCl  +  H2
痕跡量のメタノールが必要である。
また、ジクロロアセチレンは無水条件下でリチウムジイソプロピルアミドと水酸化カリウムを使用して生成（およびその場 (in situ)で使用）される。ジクロロアセチレンは、エーテルと共沸混合物（沸点 32°C）を形成し、トリクロロエチレンの存在下で安定化される 。

## 偶発的反応
ジクロロアセチレンは、塩化ビニリデン製造時の副生物である。例えば、それはトリクロロエチレンから生成させることができる。乾燥した水酸化カリウムの存在下、120℃で窒素にトリクロロエチレンを流すことにより、トリクロロエチレンから低濃度のジクロロアセチレンを生成することも可能である。他の特定の化合物も存在する場合、ジクロロアセチレンは 200ppm以上の濃度で安定化する可能性がある 。

## 反応
ジクロロアセチレンは、酸素と反応してホスゲンを与える。
ClC≡CCl  +  O2  →  Cl2CO  +  CO
求電子性であるジクロロアセチレンは、アミンなどの求核試薬と反応する。
ClC≡CCl  +  R2NH  →  Cl(H)C=CCl(NR2)

## 生物学的役割と毒性
ジクロロアセチレンは、他の問題の中でも特に、神経障害を引き起こす。雄のラットとウサギに関する研究では、ジクロロアセチレンの吸入が尿細管壊死、限局性壊死、およびその他の腎毒性作用を引き起こす可能性があることが示されている。さらに、ジクロロアセチレンを投与されたウサギは、肝毒性および神経病理学的効果を経験した。また、ジクロロアセチレンの吸入はラットの肝臓と腎臓に良性腫瘍を引き起こす。 また、この化学物質はリンパ腫の発生率の増加を引き起こした。また、動物の体重減少を引き起こす。ジクロロアセチレンの投与量の3.5％が雄のウィスターラット (Wistar rat) の死体に残っている。ジクロロアセチレンにばく露されたマウスの LD50は、吸入による 1時間のばく露で 124 ppm、吸入による 6時間のばく露で 19ppmである。ジクロロアセチレンは、主にグルタチオン依存システムを通して摂取される。グルタチオンもそれと反応する。肝臓と腎臓のグルタチオン S-トランスフェラーゼは、この反応の触媒として機能する。ジクロロアセチレンはラットには腎毒性があるが、ヒトでは腎毒性の兆候は見られない。
ジクロロアセチレンは、Slmonella typhimurium に対して変異原性効果を持つ。
空気中のジクロロアセチレンの最大安全濃度は 0.1ppmである。カリウム、ナトリウム、またはアルミニウム粉末の近くにジクロロアセチレンを保管することは危険である。
ジクロロアセチレンはトリクロロエチレンと同様に、in vivoでDCVC (S-[(1E)-1,2-dichloroethenyl]-L-cysteine) に代謝される。
アメリカ合衆国運輸省によると、ジクロロアセチレンの輸送は禁止されている。